# Meigs Elevated Railway

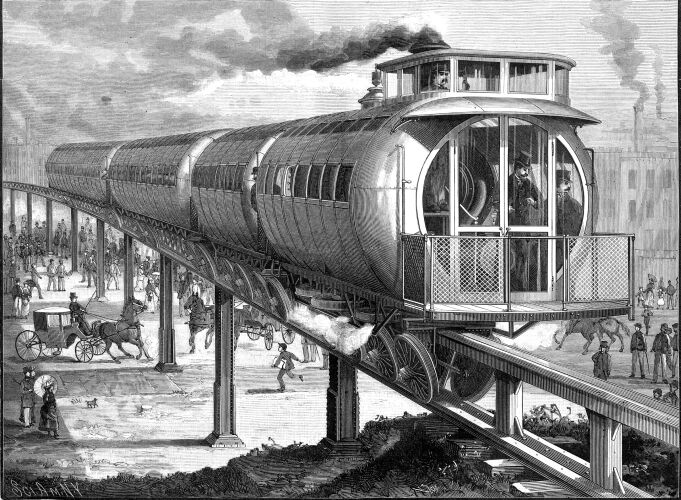
Meigs Elevated Railway

Meigs Elevated Railway war eine zu Versuchszwecken aufgebaute dampfbetriebene Einschienenbahn in Cambridge (Massachusetts), die von Joe V. Meigs entwickelt wurde.

## Technologie
Das Gewicht des Zuges wurde von einem Gleis mit der Spurweite 559 mm (22 Zoll) getragen. Der Zug wurde von einem 1 067 mm (42 Zoll) oberhalb der Tragschienen angebrachten Set von horizontalen Rädern im Gleichgewicht gehalten.

## Geschichte
Joe Meigs baute 1886 seine 70 m (227 Fuß) lange Hochbahn an der Bridge Street (heute Monsignor O’Brien Highway) im Stadtteil East Cambridge, um die Vorteile und Möglichkeiten einer Einschienenbahn zu demonstrieren. Sie wurde nie verlängert und lief bis 1894. Ein vermutlich durch Brandstiftung ausgelöstes Feuer zerstörte das Depot sowie den Experimentalzug und Tender und beschädigte die Lokomotive.